# Кацарис, Сиприан
Сиприан (Киприанос) Кацарис (фр. Cyprien Katsaris, греч. Κυπριανός Κατσαρής; род. 5 мая 1951, Марсель) — французский пианист и композитор кипрского происхождения.
Вырос в Камеруне, где и начал обучаться музыке в возрасте 4 лет у преподавателя Мари-Габриэль Луверс. После переезда в 1965 году семьи Кацариса в Париж он поступил в Парижскую консерваторию, где учился у Алин ван Барентцен и Моники де ла Брюшольри по классу фортепиано и у Рене Леруа и Жана Юбо по классу камерного ансамбля. Кацарис выиграл Международный конкурс молодых пианистов имени Цифры (Версаль, 1974), был лауреатом и финалистом нескольких других конкурсов.
В репертуаре Кацариса широкий диапазон авторов от Баха до Прокофьева. Особенностью Кацариса является его интерес к транскрипциям оркестровых сочинений, — в частности, он играет фортепианные переложения симфоний Бетховена, выполненные Листом. Часть переложений выполнена самим Кацарисом. Кацарис также часто импровизирует на концертах, согласно старинной традиции.
Оливье Мессиан сказал о Кацарисе: «Его чеканная техника, его пылкость, его сила и его уверенность, его блеск, наконец, делают Сиприана Кацариса превосходным пианистом, и я более чем уверен в его будущем».
В 2000 году Кацарис открыл собственную студию звукозаписи «Piano 21» для записи и продюсирования собственной музыки.